# Catocala circe
Catocala circe är en fjärilsart som beskrevs av John Kern Strecker 1876. Catocala circe ingår i släktet Catocala och familjen nattflyn. Inga underarter finns listade i Catalogue of Life.

## Bildgalleri

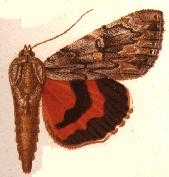